# Kostyantyn Vivcharenko
Kostyantyn Ruslanovych Vivcharenko (en ukrainien : Костянтин Русланович Вівчаренко), né le 10 juin 2002 à Odessa en Ukraine, est un footballeur ukrainien. Il joue au poste d'arrière gauche au Dynamo Kiev.

## Biographie

### En club
Né à Odessa en Ukraine, Kostyantyn Vivcharenko est formé au Tchornomorets Odessa avant de rejoindre le Dynamo Kiev en 2015, où il poursuit sa formation. Avec les U19 du Dynamo il participe à l'édition 2021-2022 de l'UEFA Youth League et notamment à la victoire des siens face aux jeunes du Bayern Munich le 29 septembre 2021, son équipe s'imposant par quatre buts à zéro.
Le 27 juillet 2022, il joue son premier match en professionnel lors d'une rencontre de Ligue des champions contre le Fenerbahçe SK. Il entre en jeu et se montre décisif en délivrant une passe décisive pour Oleksandr Karavayev sur le but vainqueur de son équipe dans les prolongations,. Le 9 août 2022, Vivcharenko marque son premier but en Ligue des champions, et en professionnel, face au SK Sturm Graz. Entré en jeu, il marque le but égalisateur et son équipe parvient à s'imposer (1-2 score final) et à se qualifier,.

### En sélection
Kostyantyn Vivcharenko représente l'équipe d'Ukraine des moins de 16 ans, faisant un total de quatre apparitions pour un but, en 2017.
Vivcharenko représente l'équipe d'Ukraine des moins de 17 ans entre 2018 et 2019. Au total il joue huit matchs avec cette sélection et officie comme capitaine.
Vivcharenko joue son premier match avec l'équipe d'Ukraine espoirs le 24 mars 2021 contre la Bulgarie. Il est titularisé et son équipe s'incline par deux buts à un.